# شارليس مينغوس
شارليي مينغوس (Charles Mingus) ولد 22 أبريل 1922 و توفي 5 يناير 1979.هو عازف جاز أمريكي.

## روابط خارجية
- شارليس مينغوس على موقع IMDb (الإنجليزية)
- شارليس مينغوس على موقع الموسوعة البريطانية (الإنجليزية)
- شارليس مينغوس على موقع ألو سيني (الفرنسية)
- شارليس مينغوس على موقع ميوزك برينز (الإنجليزية)
- شارليس مينغوس على موقع أول موفي (الإنجليزية)
- شارليس مينغوس على موقع قاعدة بيانات الأفلام السويدية (السويدية)
- شارليس مينغوس على موقع إن إن دي بي (الإنجليزية)
- شارليس مينغوس على موقع أول ميوزيك (الإنجليزية)
- شارليس مينغوس على موقع ديسكوغز (الإنجليزية)
- شارليس مينغوس على موقع قاعدة بيانات الفيلم (الإنجليزية)